# Baijiu

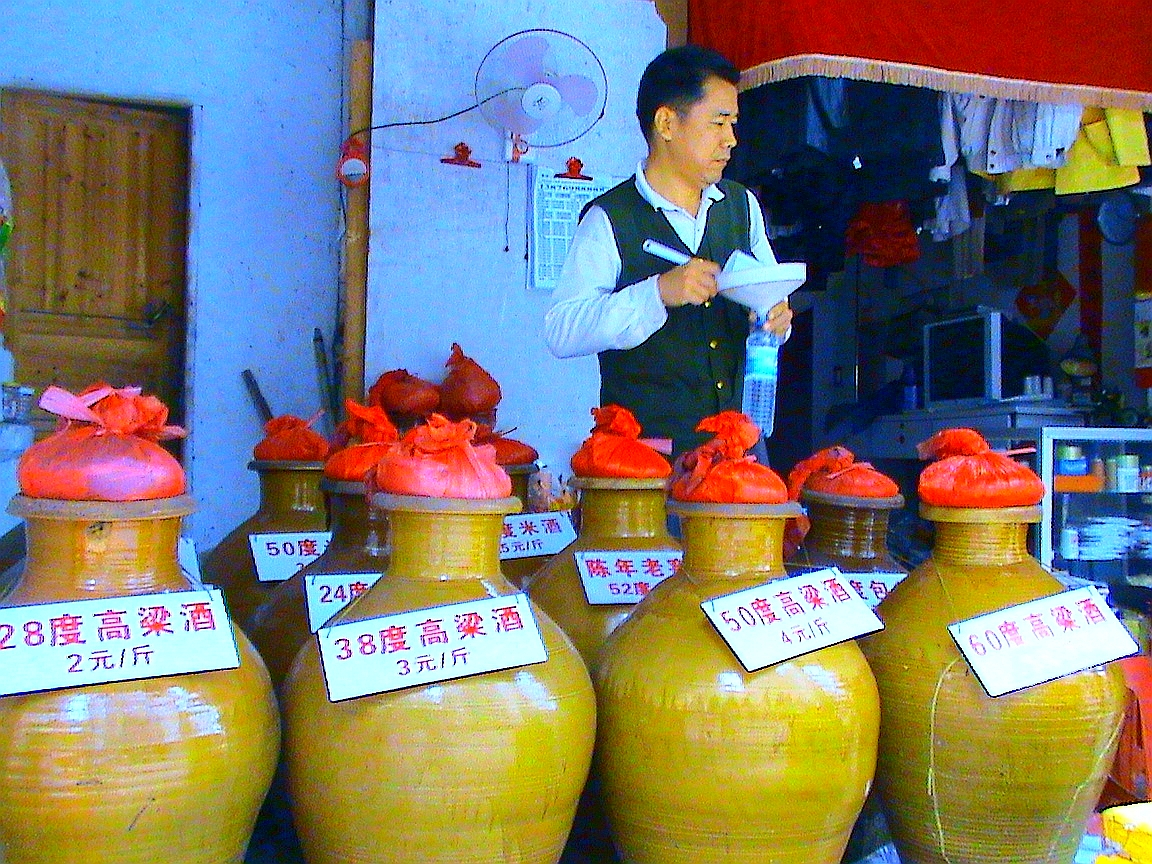
Spirituosengeschäft in der Stadt Haikou, Provinz Hainan mit Baijiu in Steinzeuggefäßen

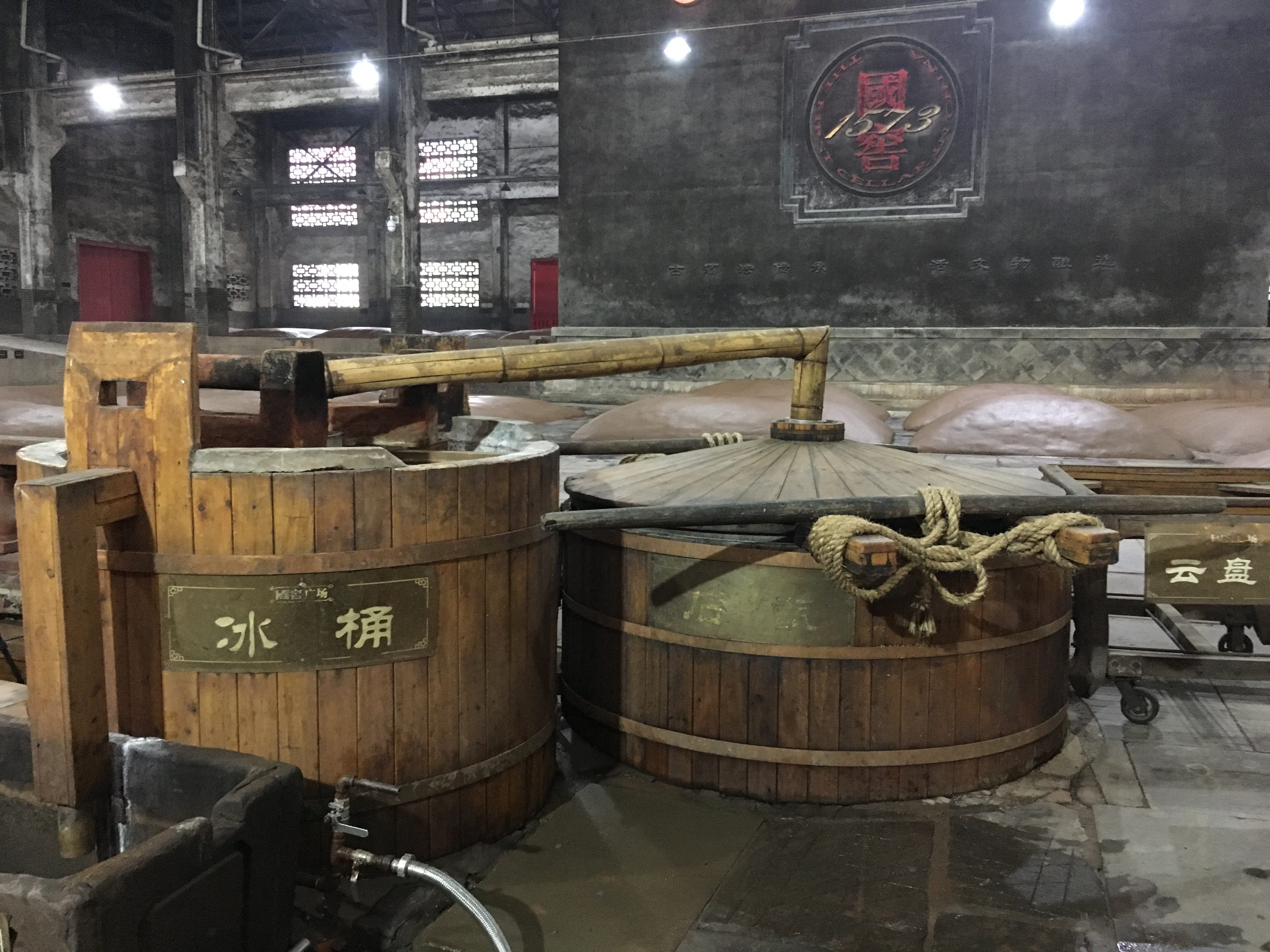
Traditioneller chinesischer Destillationsapparat in der Brennerei Luzhou Laojiao. Im Hintergrund befinden sich die Fermentationsgruben, die seit dem Jahr 1573 kontinuierlich in Betrieb sind.

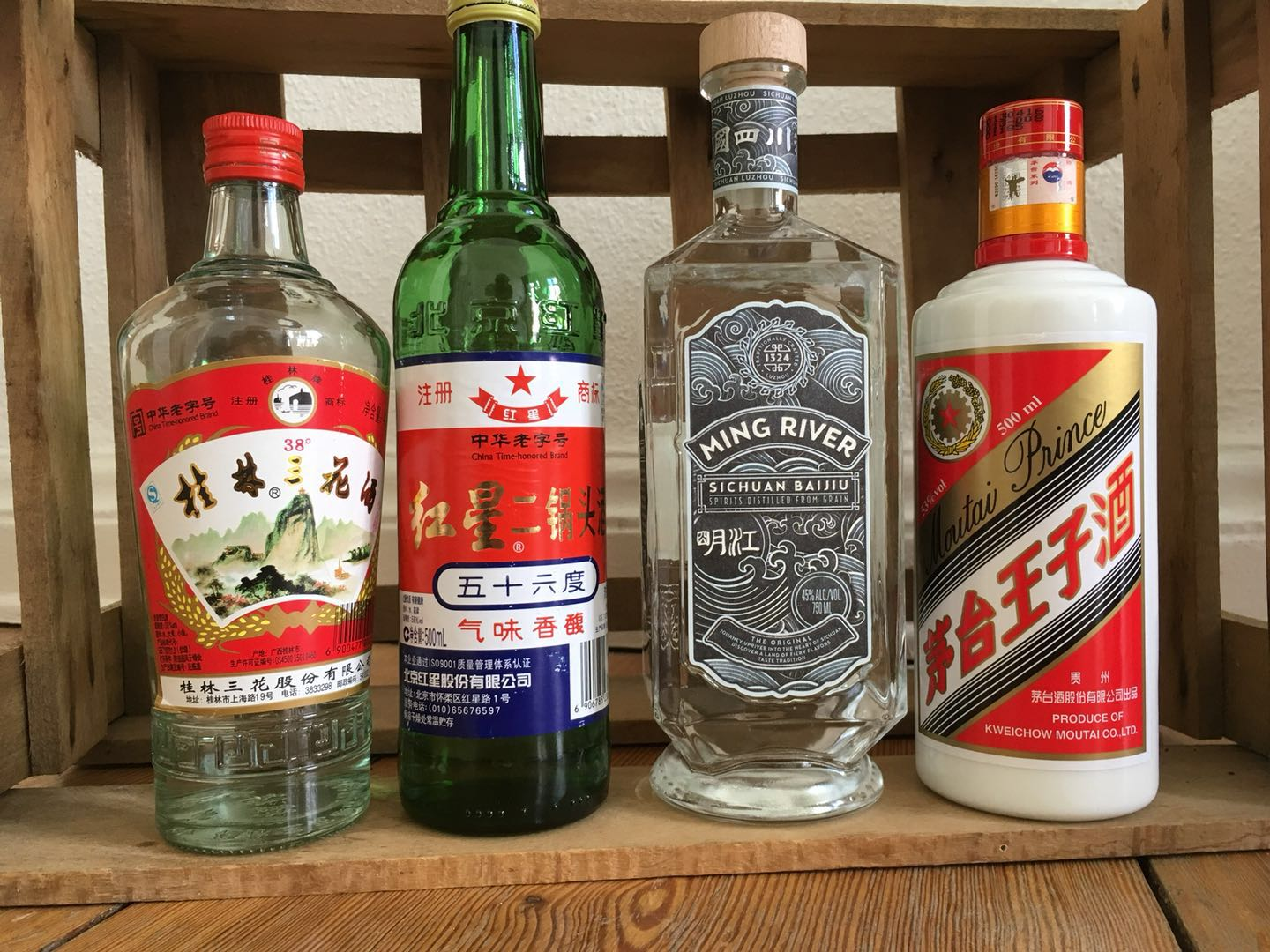
Die Vertreter der vier Hauptkategorien: Guilin Sanhua (Reisaroma), Hongxing Erguotou (Leichtaroma), Ming River Sichuan Baijiu (Starkaroma), Moutai Prince (Soßenaroma)

Chinesischer Schnaps oder Báijiǔ (chinesisch 白酒 – „Weißer Alkohol“), auch bekannt als Shāojiǔ (烧酒 – „Gebrannter Alkohol“), bezeichnet eine Gruppe von Spirituosen, die auf Getreidebasis hergestellt werden und so mit Kornbrand und Wodka verwandt sind. Getreide kann dabei nach chinesischer Definition nicht nur Halmgetreide, sondern auch Bohnen bezeichnen. Hauptsächlich wird Hirse (Sorghum) verwendet.
Der Begriff „Báijiǔ“ wird im chinesischen Sprachraum nicht überall einheitlich verwendet. In Taiwan und Hongkong wird dieser Begriff meist für Weißwein verwendet.
Baijiu ist die mit Abstand meistgetrunkene Spirituose der Welt. In China stellen mehr als 10.000 Destillerien jährlich ungefähr 13 Milliarden Liter her, die überwiegend im Land konsumiert werden. (Stand: 2016)

## Herstellung
Baijiu wird in der Regel aus drei Bestandteilen hergestellt: einem Gärmittel (Qū, 麴 ‚Hefe‘), Wasser und Getreide.

### Qu
Qu ist zerstoßenes Getreide, das Hefen, Bakterien und andere natürlich vorkommende Mikroorganismen enthält. Es ist die Grundlage aller traditionellen gegorenen chinesischen Speisen und Getränke.
Qu dient in China als eine Art Startpaket für die Alkoholherstellung. Die Herstellung von westlichem Getreidealkohol beruht auf einem zweistufigen Prozess der Umwandlung von Stärke in Zucker (Verzuckerung) und anschließender Zugabe von Hefe zur Umwandlung von Zucker in Ethanol (Fermentation). Qu vereinfacht den Prozess zu einem einzigen Schritt: Mischt man Qu direkt mit bedampftem Getreide, beginnen Verzuckerung und Fermentation gleichzeitig. Daraus entstehen sodann fermentierte Getränke wie Huangjiu (wörtlich „Gelber Wein“) oder in destillierter Form Baijiu.
Um Qu zu produzieren, befeuchten die Alkoholproduzenten die zerstoßenen Getreidekörner zu einer Paste, die dann zu Klumpen geformt und in einer sorgfältig kontrollierten Umgebung – typischerweise in dunklen, feuchten Räumen – inkubiert wird. Qu erreicht während der Inkubationszeit sehr hohe Temperaturen, die zwischen 45 °C und 60 °C (Hochtemperatur) variieren.
Das Qu wird dann abgekühlt und getrocknet. Der Prozess dauert etwa einen Monat und führt zu einem festen Getreideklumpen, der mit Pilzen, Enzymen und anderen Mikroorganismen der Umgebung gesättigt ist. Bevor Qu mit dem bedampften Getreide vermischt wird, um die Fermentation zu initiieren, wird es zu einem feinen Pulver zerstoßen.
Weil jedes Qu im Wesentlichen ein Ökosystem für sich selbst ist, ist jedes Qu einzigartig. Die spezifische Mischung von Mikroorganismen, die aus der Luft gewonnen werden, hängt von Geografie und Klima ab. Somit ähnelt Qu im Prinzip der westlichen Begrifflichkeit des Terroir im Weinbau: Schon ein kleiner Unterschied in der Umgebung kann einzigartige Ergebnisse hervorbringen. Infolgedessen gehören Qu-Rezepte zu den am besten gehüteten Geschäftsgeheimnissen in der Baijiu-Industrie.

### Wasser
Wasser wird in jedem Schritt des Baijiu-Produktionsprozesses verwendet: 
- Wasser dämpft das Getreide und zersetzt seine Zellstruktur.
- Flüssige Rückstände unterstützen den Abstich der Gärung.
- Im Destillat strömt Dampf durch das fermentierte Getreide und wird zur Spirituose.
- Wenn dieses Destillat die Reifung beendet hat, wird erneut Wasser hinzugefügt, um das Destillat zu optimaler Stärke zu verdünnen.

Jede bekannte Brennerei liegt an einer qualitativ hochwertigen und geschützten Wasserquelle. In Südwestchina z. B. ist das Wasser neutral und enthält relativ hohe Mengen an Magnesium und Kalzium. Die Mineralität des Wassers sorgt für eine saurere und damit produktivere Maische.

### Getreide
Baijiu kann aus jedem Getreide hergestellt werden, wird aber am häufigsten aus Sorghumhirse destilliert. Sorghumhirse ist ein trockenheitsresistentes Mitglied der Grasfamilie und ein Verwandter von Mais, Hirse und Zuckerrohr und ist zu 100 % glutenfrei. Sorghumhirse kam vor ca. 5000 Jahren von Afrika nach China. Die Sorghum-Bicolor-Pflanze wird in Afrika und Asien als Getreide angebaut und weltweit als Rohstoff verwendet. Es hat große zuckerreiche Stängel, die mit dichten Anhäufungen von Stärkekernen, dunkelrot oder gelblich-weiß gefärbt sind. Sorghumhirse hat einen bitteren Geschmack, aber einmal destilliert wirkt es fruchtig mit einem komplexen, etwas nussigem Duft.
Die Herstellung von Baijiu besteht aus den Schritten: Dämpfen, Fermentation, Destillation, Reifung und Blending. Im Folgenden wird der Prozess am Beispiel von Starkaroma-Baijiu näher erläutert. Andere Baijiusorten verwenden andere Prozesse, insbesondere bei Fermentation und Reifung:

### Dämpfen
Zerstoßene Sorghumhirse wird in einen traditionellen chinesischen „Pot Still“ geladen, der aus einem großen Topf mit einem geschlitzten Boden besteht. Das Prinzip entspricht dem eines Dim-Sum-Dämpftopfes: Das nach unten mit Schlitzen geöffnete Gefäß wird über einen Bottich mit kochendem Wasser gestellt, und der Dampf strömt durch das Getreide. Dämpfen gelatiniert die Sorghumhirse und bricht ihre äußere Membran auf. Dieser Vorgang unterstützt die Fermentation. Nach dem Dämpfen wird das Korn entladen und auf eine ebene Fläche zum Abkühlen gebracht.

### Fermentation
Wenn die Sorghumhirse auf eine Temperatur abgekühlt ist, die für die Zugabe von Hefe geeignet ist, wird sie mit dem pulverisierten Qu und Wasser gemischt und zu Haufen geformt. Sobald der Destillateur durch Überwachung der Temperatur festgestellt hat, dass die Fermentation begonnen hat, wird das Getreide in die Fermentationsgruben gefüllt, die mit Lehm versiegelt werden. Das Getreide wird etwa zwei Monate lang fermentiert. Während dieser Zeit wird die Lehmhülle regelmäßig angefeuchtet, damit sie nicht austrocknet und reißt.
Während der Fermentation wird die Stärke des Getreides in Ethanol und Kohlendioxid (CO2) zerlegt. Während das CO2 durch die Dichtung der Gruben entweicht, wandelt sich das Getreide zu einer alkoholischen Mischung, die Maische genannt wird. Im Gegensatz zu westlichem Alkohol wird dieser Prozess in einem festen Zustand durchgeführt. Dies bedeutet, dass die Maische während des gesamten Prozesses ein Feststoff bleibt und das flüssige Ethanol nicht getrennt gesammelt wird. Die Maische wird bei Raumtemperatur (etwa 18–21 °C) in die Grube geschaufelt, kann jedoch während der Fermentation Temperaturen von bis zu 35 °C erreichen. Der Alkoholgehalt der Maische beläuft sich auf ca. 3,5 % und ist somit wesentlich geringer als bei westlicher Spirituosenproduktion. 
Man sagt für gewöhnlich, dass das Alter der Fermentationsgrube mit der Komplexität des Baijius korreliert. Eine alte und „reife“ Grube wird seit mindestens dreißig Jahren ununterbrochen genutzt.

### Destillation
Die feste Maische wird sodann in einen traditionellen chinesischen Pot Still gefüllt, der ähnlich wie ein Dim-Sum-Dampftopf funktioniert: Heißer Dampf treibt das Ethanol aus der festen Maische in einen Kondensator, wo sich der Dampf zur Flüssigkeit abkühlt. Der durchschnittliche Alkoholgehalt des Destillats beträgt ca. 61 % Vol. Alk. Jede Lage der festen Maische wird einzeln destilliert. Vor- und Nachlauf werden verworfen. Nur der Mittellauf wird für die weiteren Produktionsschritte verwendet.

### Reifung
Die verwendeten Reifungsgefäße sind Tongefäße, Terrakotta, Keramik oder der modernere Edelstahltank. Während westliche Brenner ihre Produkte oft in Holzfässern veredeln, um ihnen einen Eichengeschmack zu verleihen, wird die Baijiu-Reifung hauptsächlich durchgeführt, um die chemische Zusammensetzung des Destillats zu verändern. Durch Ton kommt eine gewisse milde Mineralität zum Tragen. Der Grund für die Verwendung von Ton ist, dass er hochporös ist und dem Destillat ermöglicht, besser mit der Luft zu interagieren. Die Oxidation des Destillats hilft, Aldehyde abzubauen, die beim Genuss stark adstringierend (herb) wirken können. Die Reifung macht das Destillat dadurch milder und bekömmlicher.

### Blending
Der gesamte Produktionsprozess ist geprägt von Chargenproduktion. So wird jede Lage der festen Maische nach der Fermentation separat destilliert und gereift. Um stabile Qualitäten in einem finalen Produkt zu gewährleisten, spielt der Master Blender einer Destillerie eine entscheidende Rolle. Der Blender beurteilt den Charakter der verschiedenen gereiften Destillate und mischt sie so, dass die Komplexität und Ausgewogenheit von verschiedenen Baijius erreicht wird. Baijiu-Rohdestillate können Alkoholgehalte von 60 % und mehr enthalten, so dass ein Blender oft auch dafür verantwortlich ist, den Baijiu mit gefiltertem Wasser zu verdünnen, um die gewünschte Stärke zu erreichen.
Verschiedene Sorten Baijiu werden nach der Art der Starterkultur unterschieden. Für die „groben Kulturen“ werden Aspergillus-Schimmelpilze verwendet, für die „feinen Kulturen“ Mucor- und Rhizopus-Schimmelpilze. Xiaoqu erzeugt geringere Gärtemperaturen und wird vor allem im feuchtwarmen Klima Südchinas verwendet. Der Großteil des in China hergestellten Schnaps, darunter die besten Sorten, stammt aber aus dem Norden und Südwesten und verwendet Daqu.
Die traditionelle Herstellung von Hirseschnaps wird anschaulich in Zhang Yimous Film Rotes Kornfeld dargestellt.

## Kategorien

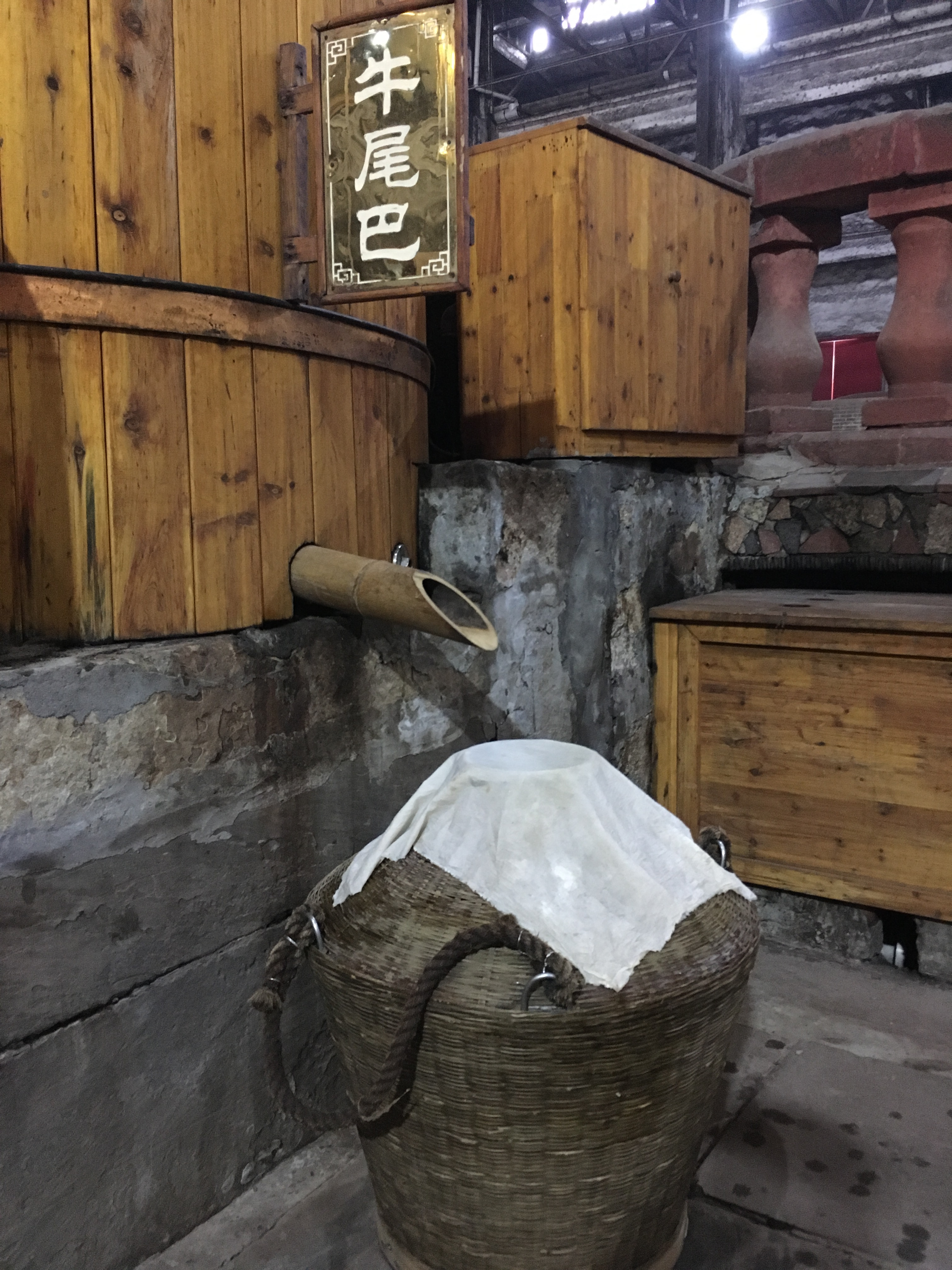
Produktion von Luzhou Laojiao 1573 in der Stadt Luzhou, Provinz Sichuan

Während es offiziell mehr als ein Dutzend unterschiedlicher Baijiuarten gibt, unterteilt sich der Großteil des Marktes in vier große Kategorien, die man mit (1) Starkaroma, (2) Leichtaroma, (3) Soßenaroma und (4) Reisaroma übersetzen könnte.
- Starkaroma-Baijiu ist bei weitem die beliebteste Art von Baijiu im heutigen China. Starkaroma-Baijiu stammt aus der westlichen Provinz Sichuan, wo er im Jahr 1324 in der Stadt Luzhou, dem Heimatort einer der wichtigsten Baijiu-Destillerien, Luzhou Laojiao, erfunden wurde. Daher wird der Stil auch als Sichuan Baijiu bezeichnet. Der Stil ist auch sehr beliebt in den Provinzen Anhui, Jiangsu und Shandong im Osten des Landes, wohin er über den Jangtze-Fluss in den letzten Jahrhunderten reiste. Die bekanntesten und beliebtesten Starkaromamarken kommen aus Sichuan und heißen Luzhou Laojiao und Wuliangye. Diese Art von Baijiu erhält seinen einzigartigen Geschmack durch den Fermentationsprozess, der oft über Monate in speziellen Erdgruben stattfindet. Starkaroma-Baijius haben oft eine süße, überreife Nase und einen tiefen, kräftigen Geschmack.

- Leichtaroma-Baijiu ist die zweitbeliebteste Art von Baijiu in China. Sie sind sehr beliebt in Shanxi, Beijing, den nordöstlichen Provinzen und Taiwan. Leichtaroma bezieht sich auf den Geschmack des Getränks, nicht aber auf seine alkoholische Stärke, die mit in der Regel über 50 % nicht unbedingt als leicht gelten kann. Typischerweise wird für Leichtaroma-Baijiu Hirse für eine kurze Zeit in Tontöpfen fermentiert. Nach der Destillation werden Leichtaroma-Baijius oft in Keramiktöpfen gereift. Leichtaroma-Baijius sind in der Regel delikat und trocken im Aroma und Geschmack. Leichtaroma-Baijius teilen sich auf in Erguotou und Fenjiu.
- Soßenaroma-Baijiu stammt aus der Provinz Guizhou und ist sehr arbeitsintensiv in der Herstellung. Es dauert etwa ein Jahr, eine Charge von Soßenaroma-Baijiu herzustellen, da frisches Getreide regelmäßig den aus Ziegeln gemauerten Fermentierungsgruben zugegeben wird und die Maische immer wieder gebrannt wird. Der bekannteste Vertreter dieser Kategorie ist die Marke Moutai, die gleichzeitig auch die offizielle Staatsspirituose Chinas ist. Soßenaroma-Baijiu hat ein pikantes Aroma, ähnlich wie Sojasoße.
- Reisaroma-Baijiu kommt aus dem Südosten der Provinz Guangxi. Reisaroma-Baijius werden vollständig aus Reis hergestellt und haben daher einen ähnlichen Geschmack wie japanischer Sake oder koreanischer Soju. Durch den Brennvorgang hat dieser Baijiu aber einen weitaus größeren Alkoholgehalt als Sake. Reisaroma-Baijius haben eine süße, blumige Nase und einen leicht rauchigen Abgang.

## Konsum
In China sagt man: „Man kann den Tisch nicht ohne Alkohol decken“, was bedeutet, dass es keine Mahlzeit ohne Baijiu gibt. Traditionell wird Baijiu pur bei Raumtemperatur serviert, als Begleitung zu den Mahlzeiten. Er wird in fingerhutgroße Schnapsgläser gegossen, die in einer Reihe von Toasts getrunken werden. Da man immer mit anderen trinkt, um Beziehungen zu pflegen, wird Baijiu mit manchmal rauen, aber auch festlichen Trinkgelagen assoziiert. Bei Geschäftstreffen, Hochzeiten und Feiertagen steht oft eine Flasche Baijiu auf dem Tisch.
China hat keine einheimische Cocktailkultur, aber viele Chinesen genießen Baijiu mit Früchten, Gewürzen, Kräutern und traditioneller chinesischer Medizin. Diese Zutaten werden mit Gesundheit und Wohlbefinden assoziiert, gehören aber normalerweise nicht zum rituellen Trinken. In den letzten Jahren haben viele Bars in China und anderswo begonnen, mit Baijiu in Cocktails zu experimentieren. Sein ungewöhnlicher Charakter verspricht ein enormes ungenutztes Potenzial für mutige und abenteuerlustige Barkeeper.
Für die meisten Westler sind der starke Geruch und Geschmack gewöhnungsbedürftig. So verglich angeblich Henry Kissinger Maotai mit Kerosin, als er im Zuge der Annäherung zwischen den USA und China im Rahmen von Banketts damit konfrontiert wurde. Für Chinesen gehört Baijiu dagegen zu ihrer hochentwickelten Esskultur und in vielen Kneipen verbreitet sich regelmäßig ein kräftiger Geruch, wenn eine fröhliche Runde eine Flasche öffnet. Teil der Trinkkultur sind häufig Trinkspiele in der Art von Schere, Stein, Papier, bei denen der Verlierer ein Glas zu leeren hat.

## Geschichte
Nach chinesischer Legende gilt Yi Di, ein Mann oder eine Frau am Hofe des Gründers der Xia-Dynastie, als Erfinder(in) der Braukunst. Zweifellos hat Alkohol in China eine lang währende kulturelle Bedeutung, die sich in der Verwendung im Rahmen von Riten, wie beispielsweise Opferzeremonien für die Vorfahren oder dem Erdgott zeigt, dann auch als wirtschaftlicher Faktor in Tributen oder der Errichtung von Monopolen seit mindestens der Han-Dynastie. Die Destillation von alkoholischen Getränken war im chinesischen Altertum jedoch noch unbekannt. Sie kam vermutlich während der Jin-Dynastie im 12. Jahrhundert auf und war während der nachfolgenden Mongolenherrschaft bereits weit verbreitet.